# PEEK-A-BOO
PEEK-A-BOO（ピーク・ア・ブー）は、日本の美容室チェーンブランド。1977年に美容師・川島文夫によって東京・表参道に創設された。青山・原宿・銀座エリアを中心に店舗を展開する美容室チェーンであり、1970年代からの歴史を持つ老舗ブランドとして知られている。

## 沿革
創業者の川島文夫は1971年に渡英し、ロンドンのヴィダル・サスーンのチームで研鑽を積んだ。1977年11月3日、東京・表参道に「PEEK-A-BOO 川島文夫美容室」を開店。1981年には2号店「PEEK-A-BOO ANNEX」、1983年には「PEEK-A-BOO EXTENSION」を開設し、1986年には原宿明治通り沿いに「PEEK-A-BOO 原宿」を開店。1988年、現Apple 表参道の裏に新本店を設け、店舗名も「PEEK-A-BOO 本店」とし、同ビルに本社機能も集約された。創業店舗はこの際「PEEK-A-BOO 表参道」と改称される。現在そのビルは「PEEK-A-BOO ACADEMY STUDIO」としてPEEK-A-BOO ACADEMYや撮影等を行うスタジオとして改修された。
1997年には表参道エリアに「PEEK-A-BOO Olympia」を開店。2006年には銀座初出店となる「GINZA PEEK-A-BOO」（現・銀座並木通り店）を開店し、2008年に2フロア構成に拡張。2012年よりAVEDAとのコラボレーション店舗も展開。2015年2月に銀座エリア2店舗目となる「PEEK-A-BOO 銀座中央通り」をオープン。2016年3月には新宿に新たに開業した商業施設NEWoMan新宿内に「NEWoMan新宿店」を、同年4月には恵比寿に新たに開業したアトレ恵比寿西館内に「アトレ恵比寿店」をオープン。2017年4月には商業施設GINZA SIX内に「GINZA SIX店」をオープン。2024年1月に現在の旗艦店となる「PEEK-A-BOO ONE」をオープン。同年5月には原宿店を東急プラザ原宿「ハラカド」に移転し店舗名を「PEEK-A-BOO 原宿 ハラカド」と改名、同年12月に「NEWoMan新宿店」を閉店。

## 理念・技術
PEEK-A-BOOは、「伝統は革新の連続である」を理念として掲げており、創業者・川島文夫は「美しいヘアデザインは上質なヘアカットから生まれる」と述べている。また、ヴィダル・サスーンに学んだ骨格ベースのカット哲学を日本に導入し、再現性の高い「WASH & GO」スタイルを提案している。骨格に基づいたサスーンカットの思想を日本に導入。ベースカットを重視し、再現性の高いデザインと扱いやすさを両立するスタイル「WASH & GO」を確立した。顧客本位のサービスと丁寧なカウンセリングも重視されている。

## 教育事業
PEEK-A-BOOは創業以来、人材育成にも注力しており、日本国内のみならずアジア各地でカットセミナーや講習会を実施している。1988年に「PEEK-A-BOO ACADEMY」を設立し、2022年にはオンライン学習プラットフォーム「PEEK-A-BOO WEB ACADEMY」も開設された。技術書籍やDVD教材も多数発行されている。2024年には韓国にて、海外初の常設教育拠点となる「PEEK-A-BOO ACADEMY Korea」を開校。

## 店舗一覧（2025年時点）
- PEEK-A-BOO ONE
- PEEK-A-BOO 表参道
- PEEK-A-BOO 原宿ハラカド
- PEEK-A-BOO 銀座並木通り
- PEEK-A-BOO 銀座中央通り
- PEEK-A-BOO AVEDA GINZA SIX
- PEEK-A-BOO AVEDA 池袋東武
- PEEK-A-BOO AVEDA アトレ恵比寿

## 著書
- 『THE PROFESSIONAL STANDARD CUT 』青本 2001年
- 『THE PAINT-BOX』 2002年
- 『進化するスタンダード』女性モード社、2004年 ISBN 4902016176
- 『GUID TO PEEK-A-BOO HAIR CUTTING TECHNIQUE』2004年
- 『THE PROFESSIONAL STANDARD CUT 』白本 2009年
- 『カット入門 : はじめてハサミを持つ人のために : 3つの切り方から練習する新しいベーシック』 髪書房、2010年 ISBN 4903070352
- 『PEEK-A-BOO ACADEMY公式テキストブック［CLASSIC ＆ BASIC］(2冊セット)』 女性モード社、2014年 ISBN 4906941176
- 『TOKYO HAIR 最先端のヘアスタイルストーリー』、トランスワールドジャパン、2016年 ISBN 9784862561725
- 『PEEK-A-BOO ACADEMY 公式テキストブック ［STYLE ＆ TECHNIQUE］』 女性モード社、2019年 ISBN 4906941753
- 『PEEK-A-BOO ACADEMY 【THE BEGINNING】(公式テキストブック)』 女性モード社、2023年 ISBN 4910648259

## 運営会社
本ブランドは、東京都渋谷区神宮前に本社を構える株式会社大国屋によって運営されている。1977年に川島文夫により創業された。2021年4月からの代表取締役社長は川島修身。